# (74438) 1999 CT
(74438) 1999 CT – planetoida z pasa głównego asteroid okrążająca Słońce w ciągu 5,31 lat w średniej odległości 3,04 j.a. Odkryta 5 lutego 1999 roku.